# Gigors
Gigors ist eine französische Gemeinde mit 59 Einwohnern (Stand 1. Januar 2022) im Département Alpes-de-Haute-Provence in der Region Provence-Alpes-Côte d’Azur. Sie gehört zum Kanton Seyne im Arrondissement Forcalquier.

## Geographie

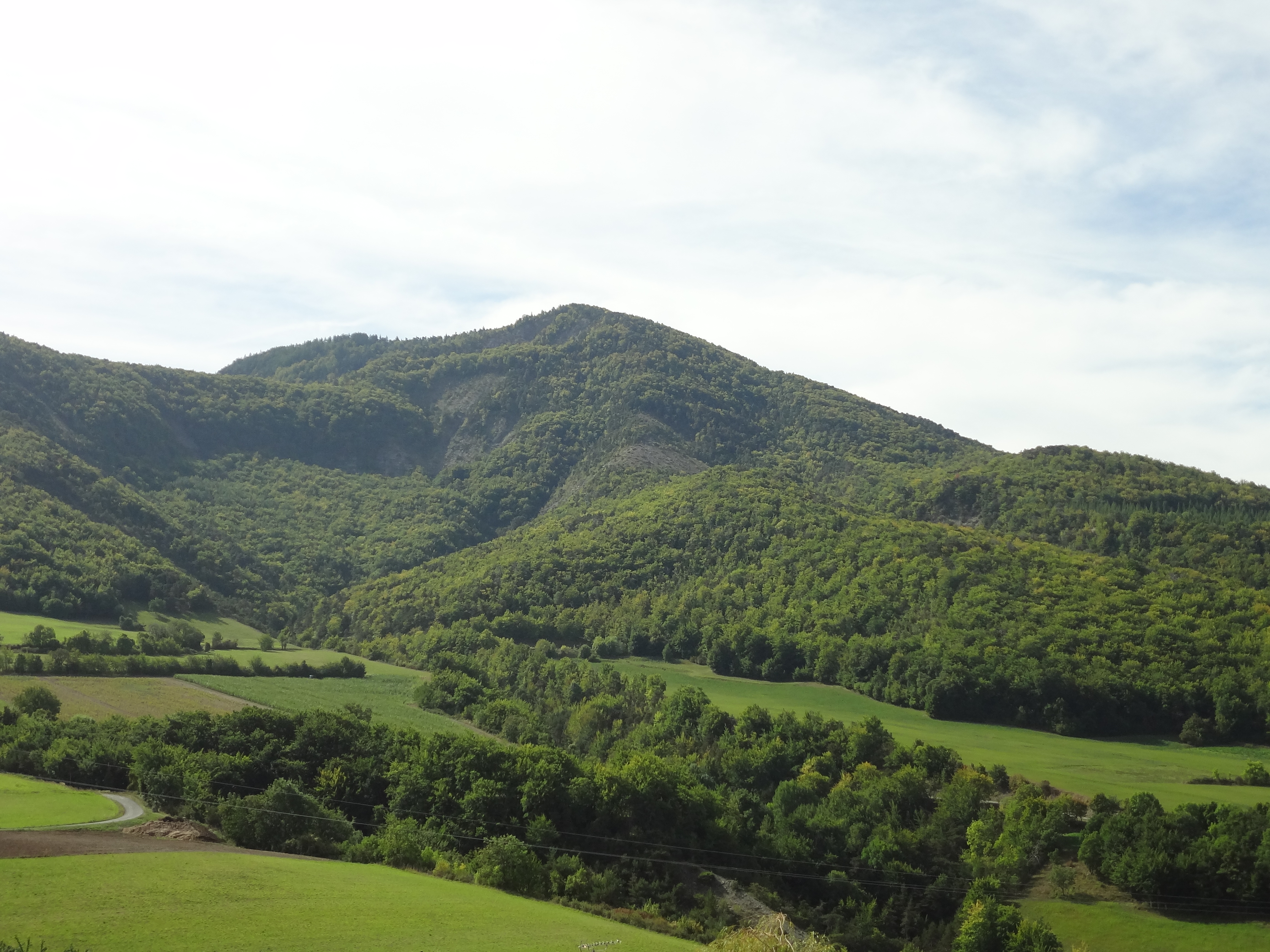
1590 m hoher Gipfel des Sommet de Montsérieux

Die Hauptsiedlung liegt auf 875 m und der Weiler Forest auf ungefähr 1000 m. Rund 1030 Hektar der Gemeindegemarkung sind bewaldet. Das Gemeindegebiet wird im Westen vom Fluss Grand Vallon durchquert, der hier noch Ravin du Jas genannt wird und der Sasse zustrebt. Richtung Osten fließt der Bach Riou-Clair, der über den Torrent de Clapouse in die Durance entwässert. 
Gigors grenzt im Norden an Piégut, im Nordosten an Rochebrune, im Osten an Bellaffaire, im Süden an Turriers, im Westen an Faucon-du-Caire und im Nordwesten an Venterol.

## Bevölkerungsentwicklung
| Jahr      | 1962 | 1968 | 1975 | 1982 | 1990 | 1999 | 2008 | 2013 |
| --------- | ---- | ---- | ---- | ---- | ---- | ---- | ---- | ---- |
| Einwohner | 38   | 29   | 34   | 37   | 39   | 41   | 58   | 59   |